# Eumops trumbulli
Eumops trumbulli (Thomas, 1901) è un pipistrello della famiglia dei Molossidi diffuso nell'America meridionale.

## Descrizione

### Dimensioni
Pipistrello di medie dimensioni, con la lunghezza dell'avambraccio tra 67,4 e 75 mm, la lunghezza della coda tra 54 e 56 mm e la lunghezza del piede di 14 mm.

### Aspetto
Le parti dorsali variano dal bruno-olivastro al bruno-giallastro, il muso e il mento sono bruno-nerastri,  mentre le parti ventrali sono bruno-biancastre. La testa è larga ed appiattita, le labbra sono lisce. Le orecchie sono larghe, triangolari e unite alla base anteriore. Il trago è piccolo, largo e squadrato, mentre l'antitrago è grande e semi-circolare. Le ali sono attaccate posteriormente sulle caviglie. La coda è lunga, tozza e si estende per circa la metà oltre l'uropatagio.

## Biologia

### Comportamento
Si rifugia in piccoli gruppi nelle cavità degli alberi. Forma vivai.

### Alimentazione
Si nutre di grossi insetti.

### Riproduzione
Danno alla luce un piccolo alla volta all'anno.

## Distribuzione e habitat
Questa specie è diffusa nella Colombia orientale, Venezuela, Guyana, Suriname, Guyana francese, stati brasiliani di Amazonas, Amapá e Pará, Perù nord-orientale e Bolivia settentrionale.
Vive nelle foreste sempreverdi.

## Conservazione
La IUCN Red List, considerato il vasto areale e la popolazione presumibilmente numerosa, classifica E.trumbulli come specie a rischio minimo (Least Concern)).